# Gabriela Sabatini
Gabriela Sabatini, argentinska tenisačica, * 16. maj 1970, Buenos Aires, Argentina.
Sabatinijeva je nekdanja profesionalna teniška igralka. Nastopala je od leta 1985 do 1996. 
Gabrielo Sabatini imajo za eno najboljših teniških igralk 80. let 20. stoletja. Trenutno reklamira svojo znamko kozmetike.

## Finali Grand Slamov (3)

### Zmage (1)
| Leto | Turnir               | Nasprotnica v finalu | Rezultat finala |
| 1990 | Odprto prvenstvo ZDA | Steffi Graf          | 6–2, 7–6        |

### Porazi (2)
| Leto | Turnir                   | Nasprotnica v finalu | Rezultat finala |
| 1988 | Odprto prvenstvo ZDA     | Steffi Graf          | 6–3, 3–6, 6–1   |
| 1991 | Odprto prvenstvo Anglije | Steffi Graf          | 6–4, 3–6, 8–6   |

## Drugi pomembni dosežki
- Vrhunec uvrstitve na lestvicah WTA: 3. mesto v letih (1989, 1991, 1992)
- Zmagovalka turnirja WTA Virginia Slims:
  - 1988 (v finalu premagala Pam Shriver
  - 1994 (v finalu premagala Lindsay Davenport

## Drugi uspehi, tudi osebni
- Bila je najmlajša igralka dobitnica Orange Bowl 18, leta 1983, pri 13 letih, sedmih mesecih in enem tednu starosti
- Prvič se pojavi na računalniški lestvici WTA na 72. mestu, oktobra 1984 pri 14 letih
- Prva teniška igralka, ki je dobila lutko s svojo podobo[pojasni]
- Leta 1992 je dobila ime »Gabriela Sabatini« ognjeno oranžno-rdeča vrtnica, kar je bilo prvič v zgodovini, da dobi vrtnica ime po teniški igralki, glej druge znane osebe s svojimi rožami
- Bila je prva teniška igralka in športnica, ki je podpisala večmilijonsko dolarsko pogodbo z družbo Pepsi.
- Izbrali so jo za ambasadorko in promotorko argentinskih biftekov in vina, od predsednika De La Rua, maja 1999.